# Ekofisk
Ekofisk è uno dei maggiori giacimenti di petrolio della Norvegia.
Fu scoperto nel 1969 dentro un bacino calcareo (fatto abbastanza raro) all'estremità meridionale delle acque territoriali norvegesi e stimolò la ricerca petrolifera nel Mare del Nord, che risulterà essere il maggior bacino petrolifero interamente scoperto in epoca recente, ovvero dopo il 1945. Entrato in servizio nel 1973, il complesso è formato da 23 piattaforme estrattive sulla quale lavorano giornalmente circa 1200 persone con turni lavorativi di due settimane.
Il 22 aprile 1977, quando il complesso era in gestione alla compagnia Philips Petroleum, un impianto esplose provocando una fuoriuscita in mare di quattromila tonnellate di petrolio al giorno. Le critiche per la mancanza di sicurezza nella piattaforma furono molte. Il getto di petrolio arrivò a raggiungere l'altezza di cento metri, la chiazza oleosa superò i 200 km² e i 30 km di lunghezza e la fuoriuscita complessiva ammontò a più di 20 mila tonnellate di petrolio in otto giorni.
Il 27 marzo 1980 la piattaforma petrolifera semisommergibile Alexander Kielland, ancorata nel campo petrolifero di Ekofisk, si capovolse uccidendo 123 persone: fu il peggior disastro nei mari della Norvegia dai tempi della Seconda Guerra Mondiale.
Il 23 novembre 1981 tre piattaforme costituenti il complesso estrattivo ruppero gli ormeggi e rischiarono di andare in rotta di collisione con altre piattaforme contigue.
A metà degli anni 1980 il sito di Ekofisk nel suo complesso, e in particolare le piattaforme, sono stati influenzati da un inaspettato fenomeno di subsidenza. Una dettagliata indagine geologica ha dimostrato che il fenomeno è legato a un processo di diagenesi delle rocce detto “Chalk Formation”, cioè alla degradazione del gesso che costituiva la sacca petrolifera.
Infatti, durante l'estrazione degli idrocarburi e la loro sostituzione con acqua, il gesso ha cominciato ad alterarsi a causa di alte pressioni, per poi ricomporsi in forma più compatta con una minore e più debole porosità. Ciò ha causato un cedimento di circa quattro metri e si è calcolato che, a un ritmo di 35cm/anno, alla fine della concessione della Phillips Petroleom il cedimento sarebbe stato superiore a 6m. Il governo norvegese per questi motivi ha imposto alla Phillips Petroleom di trovare una soluzione per mettere in sicurezza queste piattaforme.
È all'impresa di ingegneria francese Technip che è stato chiesto di trovare una soluzione per rialzare queste piattaforme. Considerando che 5 piattaforme su 7 erano collegate tra di loro, la risoluzione del problema era di poterle rialzare simultaneamente. Sono stati così realizzati dei sostegni “gambe”, fissate e saldate in modo da imbrigliare le piattaforme stesse. Successivamente flange di grandi dimensioni sono state saldate a queste “gambe”.
Poi le piattaforme sono state simultaneamente rialzate di circa 6m, le flange imbullonate e le piattaforme sarebbero state così di nuovo in sicurezza. L'operazione, effettuata in quattro giorni, è stata ultimata il 17 agosto 1987 alle 23:30 grazie a 108 cilindri idraulici sincronizzati da una rete composta da 17 CNC NUM760F. Considerando di mantenere rialzati per 38 ore consecutive i cilindri idraulici ad una tolleranza di 3mm per un'estensione di 6m.
Durante l'operazione di saldatura ed inserimento tutto il carico della piattaforma appoggiava sui sollevatori idraulici.  La fase di sollevamento della piattaforma durò circa due giorni.
La capacità di sollevamento totale di tutti i cilindri idraulici è stata calcolata approssimativamente in 40.000 tonnellate ed è stata per questo pubblicata nel libro dei Guinness dei primati come il più grande sollevamento mai realizzato.
Si calcola che il giacimento contenga 3,3 miliardi di barili di petrolio e 180 miliardi di metri cubi di gas naturale, di cui circa due terzi sono già stati estratti. La vita del giacimento è stata prolungata con successo attraverso iniezioni di acqua nella falda petrolifera.
Ekofisk produce oggi circa 50.000 barili di petrolio al giorno. Le stime iniziali che prevedevano la possibilità di sfruttarne il solo 17% sono state progressivamente corrette fino all'attuale 50%. Gli impianti sono stati ammodernati recentemente dalla società che ha in gestione il giacimento, la ConocoPhillips, e si stima che resteranno in attività fino al 2050.